# Raíz tuberosa

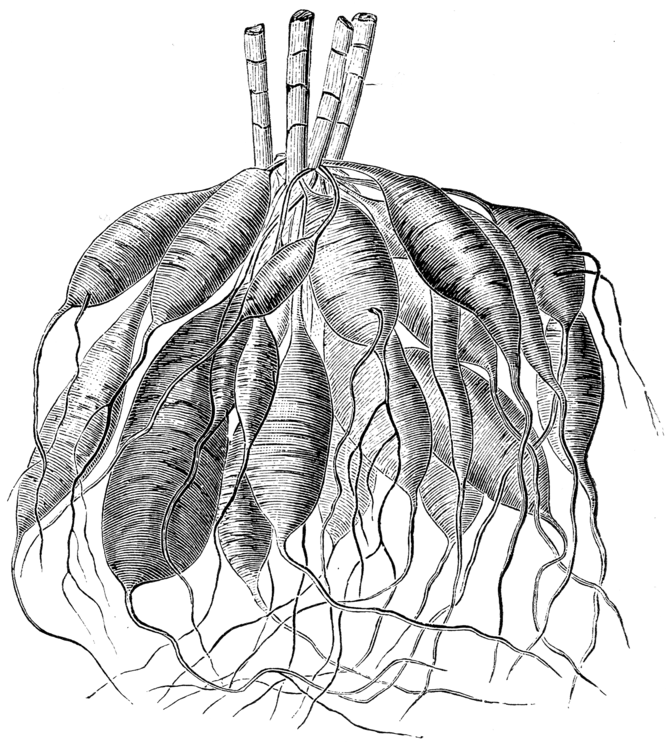
Raíces tuberosas de Dahlia.

Una raíz tuberosa o  tubérculo radical es un tipo de órgano subterráneo de acumulación de nutrientes (órgano reservante), tal como lo son los rizomas, cormos, bulbos y tubérculos. La diferencia esencial con todos ellos es que estos son tallos modificados, mientras que la raíz tuberosa, como su nombre lo indica, es una raíz engrosada adaptada para la función de almacenamiento de reservas. Las raíces tuberosas se forman como un racimo desde la corona o base de la planta desde donde surgen los tallos. Durante la estación de crecimiento, estas raíces se especializan en la reserva de nutrientes que la planta produce en las hojas. Los ejemplos típicos de plantas con raíces tuberosas son la batata (Ipomoea batatas), la mandioca o yuca (Manihot esculenta) y Dahlia, aunque otras especies y géneros tales como Eremurus, Clivia, Alstroemeria, Oenanthe (planta) y Ranunculus también las presentan.